# IG Druck und Papier

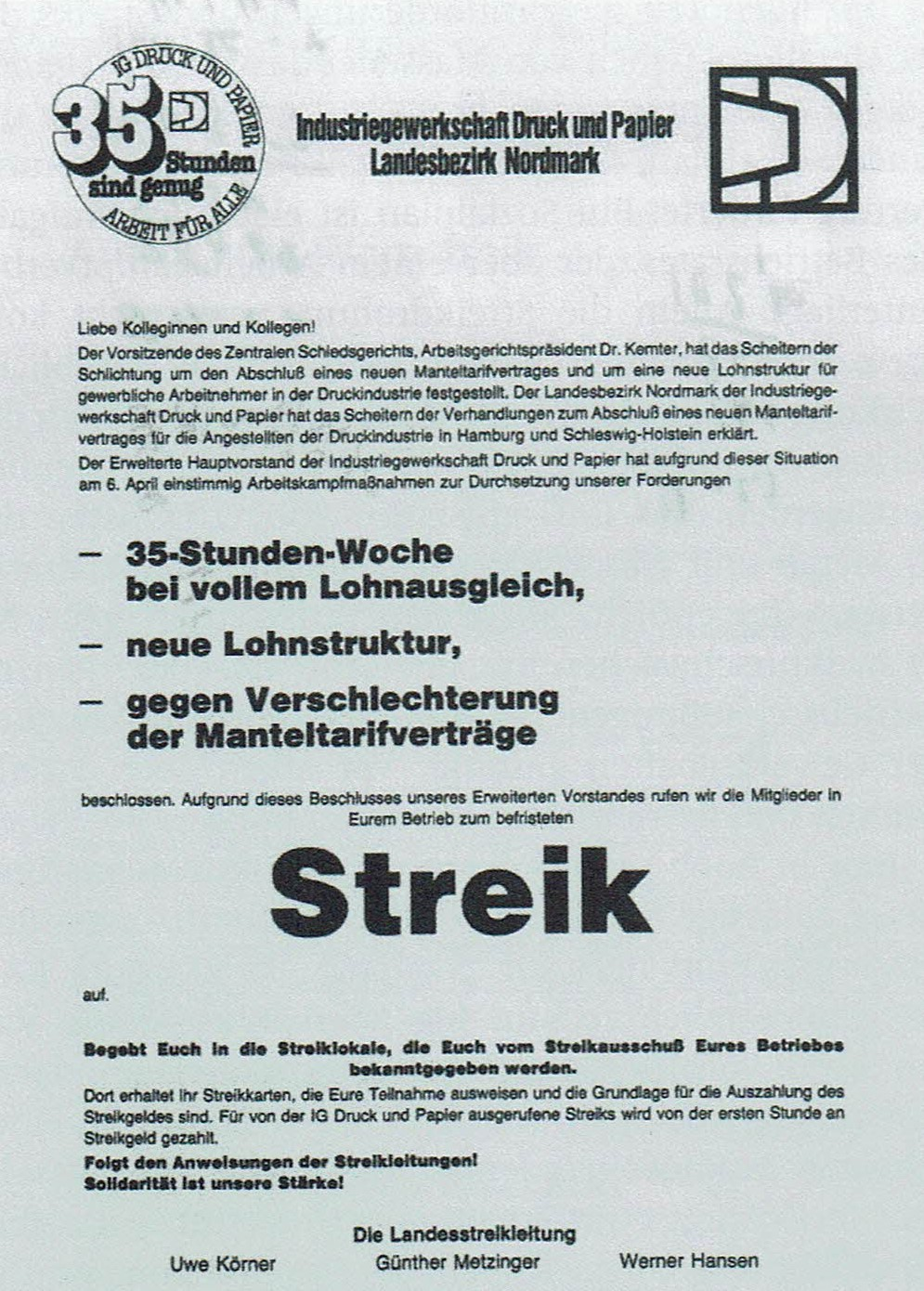
Streikaufruf der IG Druck und Papier 1984 zur 35-Stunden-Woche

Die Industriegewerkschaft Druck und Papier war eine 1948 in München gegründete Gewerkschaft des Deutschen Gewerkschaftsbunds (DGB) mit Sitz in Stuttgart.

## Geschichte
Die Gewerkschaft wurde am 29. November 1948 in München gegründet. Der erste Vorstand nahm seine Arbeit zum 1. Januar 1949 auf. Die im September 1950 beim Verbandstag in Freiburg verabschiedete Satzung sah als Organe die vertikale Gliederung in Ortsvereinsvorstand, Bezirksvorstand, Gauvorstand, Zentralvorstand, Zentralausschuss und dem Verbandstag als höchstem Organ vor. Als vorläufiges Organisationsgebiet wurde das Gebiet der damaligen Bundesrepublik einschließlich West-Berlin festgelegt. Am 30. September 1950 hatte sie 129.089 Mitglieder, Ende 1989 waren es 182.150 Mitglieder. Ab 1952 hieß das höchste Organ Gewerkschaftstag.
Die IG Druck und Papier vertrat die Branchen Buchdruck, Schriftgießerei, Flachdruck, Tiefdruck, Bildherstellung, Buchbinderei und Papierverarbeitung. Ab 1951 gehörte die Fachgruppe der Journalisten, welche ab 1960 den Namen Deutsche Journalisten-Union trug, dazu. Für die organisierten Journalisten gab die Gewerkschaft ab 1952 die Zeitschrift die feder heraus, inzwischen M – Menschen Machen Medien. Hauptorgan ist die Zeitschrift DRUCK+PAPIER, die bis heute für die Mitglieder in den Branchen Druckindustrie, Papier, Pappe, Kunststoffe verarbeitende Industrie besteht. Ab 1973 schloss sich auch der Verband deutscher Schriftsteller (VS) der IG Druck und Papier an. 
Im April 1989 – also noch vor der Deutschen Wiedervereinigung – schloss sich die IG Druck und Papier mit der Gewerkschaft Kunst zur neuen IG Medien – Druck und Papier, Publizistik und Kunst zusammen. Diese wiederum ging 2001 in der Vereinten Dienstleistungsgewerkschaft e. V. (ver.di) auf.

## Vorsitzende
- 1949–1951: Christian Fette
- 1951–1962: Heinrich Hansen
- 1962–1968: Heinrich Bruns (* 26. April 1907; † 15. März 1968)
- 1968: Werner Schmidt
- 1968–1983: Leonhard Mahlein
- 1983–1989: Erwin Ferlemann

## Besonderheiten
Die Frauensekretärin beim Hauptvorstand, Gisela Kessler, organisierte von 1979 bis 1981 bundesweite Solidaritätsaktionen zur Unterstützung der Frauen. Dadurch und mit Unterstützung der IG Druck und Papier erstritten die Heinze-Frauen aus Gelsenkirchen  1981 vor dem Bundesarbeitsgericht in Kassel den gleichen Lohn wie ihre männlichen Kollegen. 